# Obléhání Jeruzaléma (1187)
Obléhání Jeruzaléma v roce 1187 se táhlo od 20. září až 2. října a znamenalo totální úpadek křižáckého Jeruzalémského království a po osmdesáti osmi letech vlády křesťanů pád Levanty zpět do rukou muslimů. Pád Jeruzaléma v Evropě vyvolal vyhlášení třetí křížové výpravy.

## Předchozí události
Vojska Jeruzalémského království, které bylo navíc oslabeno vnitřními spory mezi králem Guyem de Lusignan a hrabětem z Tripolisu Raimondem, bylo zcela poraženo sultánem Saladinem 4. července 1187 v bitvě u Hattínu. Většina náboženských a vojenských vůdců království buď padla, nebo byla vzata do zajetí, včetně samotného krále. Během léta pak Saladin rychle dobýval jeden křižácký opěrný bod za druhým, neboť většina posádek hradů a měst byla povolána do armády, která byla u Hattínu zničena. V polovině září již měl Saladin ve své moci Akkon, Nábulus, Jaffu, Sidon, Toron, Bejrút a Askalon. Křesťané, kteří bitvu přežili i ostatní uprchlíci našli útočiště v přístavu Tyru, jediném městě, které Saladinovi odolalo, díky dobře načasovanému příjezdu italského šlechtice Konráda z Montferratu.

## Situace v Jeruzalémě
V Tyru Balian z Ibelinu, pán z Ramly a Nábulu – nejvyšší postavený šlechtic v království, který se zachránil u Hattínu – Saladina žádal, aby nechal z Jeruzaléma odejít Balianovu ženu Marii Komnenovnu a její rodinu. Saladin Balianovi povolil návrat do Jeruzaléma, aby si odvezl svou rodinu s podmínkou, že si nesmí vzít žádnou zbraň a nezdrží se v Jeruzalémě déle než jeden den. Nicméně po příjezdu do města patriarcha Heraklios, královna Sybila a zbytek křesťanských obyvatel Baliana prosili, aby převzal obranu města. Heraklios, který argumentoval, že zůstat zde je Balianova křesťanská povinnost mu nabídl zrušení jeho slibu, který dal muslimovi, a Balian souhlasil.
O svém rozhodnutí zůstat v Jeruzalémě napsal Balian Saladinovi do Askalonu prostřednictvím jednoho měšťana, který odmítl sultánovy návrhy ohledně vyjednávání o obleženém Jeruzalému. Saladin se k Balianovi, který nedodržel smlouvu se sultánem, zachoval velkoryse, když nechal jeho ženu Marii, rodinu a nejbližší doprovod eskortovat do Tripolisu, který stále drželi křesťané.
Balian z Ibelinu shledal situaci v Jeruzalémě jako velmi špatnou. Město bylo plné uprchlíků, kteří do Jeruzaléma v naději na azyl z míst, která již Saladin dobyl, nebo kde se necítili bezpeční, a každý den přicházeli další. Ve městě nebylo více než čtrnáct rytířů a dalších šedesát jich Balian získal tak, že na rytíře pasoval panoše a měšťany. Balian také na obléhání, které bylo nevyhnutelné, shromáždil veškeré zásoby jídla a peněz, co se daly sehnat.

## Obléhání města
Vyjednávání mezi Balianem a Saladinem se děla prostřednictvím ortodoxního duchovního Jusúfa Batíta. Ten byl za nadvlády latinského ritu utlačován a věděl, že by jeho vyznání i souvěrci získali více svobody, pokud by se město navrátilo zpět pod muslimskou vládu, která byla k východním křesťanům vždy benevolentnější než západní křižáci. Saladin upřednostňoval variantu převzetí města bez krveprolití, ale obránci města odmítali město opustit a slibovali, že město raději zničí a sami padnou do posledního muže, než aby přihlíželi převzetí města muslimy. A tak začalo obléhání.
Saladinovo vojsko se zaměřilo především na Damašskou bránu a Davidovu věž. Jeho lučištníci vytrvale kropili opevnění svými šípy. Obléhací stroje byly seskupené směrem ke zdem, ale zatím nestřílely. Zatím bojovaly rojnice jen s malými výsledky. 26. září Saladin přijel do jiné části tábora, na Olivovou horu, kde nebyla žádná větší brána, ze které by byli křižáci schopni provést protiútok. Městské zdi byly rovnoměrně poničené obléhacími stroji, katapulty, obléhacími praky, kušemi a šípy. Část zdí byla 29. září podminována a vyhozena do povětří. Křižáci nebyli dále schopni muslimy vytlačit zpět za hradby, ale současně muslimové neprorazili do města. Saladinovi vojáci obránce Jeruzaléma počtem převyšovali a brzy již křižákům zbyla jen hrstka bojeschopných mužů bránících hradby.
Civilisté byli zoufalí. Podle textu, možná napsaného Ernoulem ve „Francouzském pokračování Viléma z Tyru“ duchovenstvo organizovalo bosé procesí kolem hradeb, stejně jako při první křížové výpravě obléhání Jeruzaléma roku 1099 s tím rozdílem, že se změnily role obléhaných a obléhatelů. Na hoře Golgotě ženy ostříhaly svým dětem vlasy poté, co je až po bradu ponořily do studené vody. Tato pokání měla odvrátit boží hněv od města ale… „Náš Pán nedopřál sluchu našim modlitbám, které se nesly městem. Kvůli zápachu cizoložství, odpornému přepychu a hříchu proti přírodě nemohli jejich kněží dostát boží milosti.“

### Vyjednávání mezi Balianem a Saladinem
Na konci září vyjel Balian ven z města, aby se setkal se Saladinem, kterému navrhl obsazení města, které zpočátku odmítal. Saladin to nemohl přijmout. Zatímco Balian hovořil se sultánem, Saladinovi muži slézali hradby a vyvěšovali muslimskou vlajku nad branami. Křižáci je nicméně brzy zatlačili zpět. Saladin poté tedy souhlasil, že město převezme nenásilně a svolil s výkupným dvaceti bezantů za muže, deseti za ženu a pět za dítě, pokud se nebudou lidé schopni vyplatit, upadnou do otroctví. Balian argumentoval, že mnoho lidí nebude schopno vykoupit svou svobodu, ale marně.

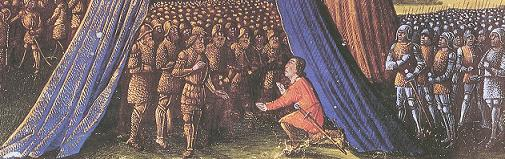
Balian z Ibelinu předává Jeruzalém Saladinovi, obrázek z roku 1490

Po návratu do Jeruzaléma Balian rozhodl, že by až kolem sedmi tisíc nejchudších lidí mohlo být vyplaceno z peněz, které království daroval anglický král Jindřich II., které střežili johanité. Tyto peníze měly být užity pro rozvoj poutnictví, či křížové výpravy, aby Jindřich II. učinil pokání po vraždě arcibiskupa Tomáše Becketa. Jindřich však nikdy nepřijel a peníze tak byly zčásti užity na nájem žoldnéřů pro vojsko, které bylo u Hattínu zničeno.
Balian se setkal se Saladinem znovu a sultán souhlasil se snížením částky na deset bezantů za muže, pět za ženu a jeden za dítě. Balian však namítl, že i to je příliš mnoho a Saladin mu navrhl zaplacení 100 000 bezantů za všechny. Obránce Jeruzaléma odvětil, že tato částka je nemožná a Saladin řekl, že za sedm tisíc lidí nepůjde pod 50 000 bezantů. Nakonec dohodli cenu za svobodu sedmi tisíc lidí na 30 000. Propuštění dvou žen, deseti dětí či jednoho muže bylo v té samé ceně.

### Kapitulace Jeruzaléma
2. října 1187 předal Balian z Ibelinu klíče od Davidovy věže Saladinovi. Také obyvatelům oznámil, že do měsíce musí každý z nich zaplatit výkupné, jinak propadají svobodou, pokud mohou. Saladin byl velkorysý a propustil sám od sebe i nějaké lidi, kteří byli donuceni být otroky. Saladinův bratr al-Ádil tak činil také a Balian s patriarchou Herakliem za mnoho lidí zaplatili ze svých vlastních peněz. Také nabídli sami sebe jako rukojmí za zbývajících několik tisíc lidí, na které již peníze nezbývaly, ale Saladin odmítl.
Sultán poté počítal se spořádaným ústupem dále od Jeruzaléma a zabránil tak masakru, který zažilo město po dobytí křižáky roku 1099. Vykoupení obyvatelé pochodovali z města ve třech houfech. Templáři a johanité vedli první dva a Balian s patriarchou Herakliem vedli třetí. Balian z Ibelinu se poté v Tripolisu připojil zpět ke své rodině. Heraklios také ze země vezl spoustu pokladů, které patřily církvi, včetně relikvií, nad čímž se pohoršil muslimský kronikář Imád ad-Dín al-Isfahaní. Nutno však říci, že patriarcha se také nemalou měrou podílel na vykoupení obyvatel Jeruzaléma před jistým otroctvím.

## Důsledky

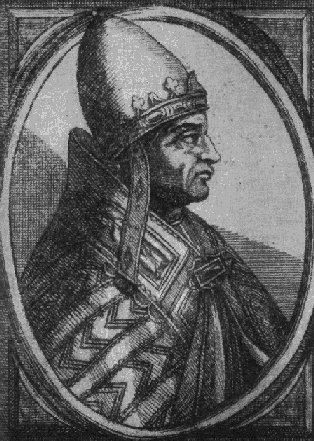
Papež Řehoř VIII.

Někteří z uprchlíků odešli nejprve do Tripolisu, kde jim byl odmítnut vstup do města a ti, kteří si z Jeruzaléma nesli nějaký majetek o něj byli oloupeni. Mnozí se poté odebrali do Antiochie, Kilíkie či Byzance. Jiní také odešli na jih do Egypta, kde se mohli nalodit na paluby italských lodí plujících do Evropy.
Saladin nepotlačoval křesťanské poutnictví směřující do Jeruzaléma a dokonce ponechal Chrám Božího hrobu v křesťanských rukách. Posílil však nárok na svatá místa muslimů ve městě, například mešitu al-Aksá. Saladin se poté vydal dobýt bezpočet křižáckých hradů, které ještě drželi Evropané, jako třeba Belvoir, Kerak či Krak de Montréal a podruhé oblehl přístav Tyros.
Mezitím se zprávy o katastrofální porážce jeruzalémského vojska u Hattínu dostaly k tyroskému arcibiskupovi Josciovi, díky uprchlíkům, kteří na benátských a janovských lodích stále proudili, do Evropy. Okamžitě se začaly kout plány na novou křížovou výpravu. 29. října 1187 vydal papež Řehoř VIII. bulu Audita tremendi ještě před tím, než slyšel o předání Jeruzaléma do rukou Saladina. V Anglii a Francii církev nařídila vybírat takzvaný Saladinův desátek na finanční podporu nového vojenského úsilí na Východ. Následující třetí křížová výprava vyrazila roku 1189 ve třech oddělených kontingentech vedených anglickým králem Richardem I., francouzským králem Filipem II. Augustem a římsko-německým císařem Friedrichem Barbarossou.